# Juan Octavio Gauna
Juan Octavio Gauna (Buenos Aires, 8 de marzo de 1937-Ibidem., 8 de febrero de 2019) fue un abogado y político argentino.

## Biografía
Su padre, también llamado Juan Octavio, fue un destacado militante radical, cercano a Amadeo Sabattini, que se desempeñó como diputado nacional, y como embajador en Suiza y España.
Durante la presidencia de Arturo Illia llegó a ser director general de la Subsecretaría del Interior. En 1974, vuelve al Poder Judicial, como Juez y luego Juez de Cámara en el fuero Federal en lo Contencioso Administrativo.
Fue procurador general de la Nación entre 1983 y 1987 además fue Secretario del Interior de la Nación (noviembre de 1987- mayo de 1988), Secretario de Defensa de la Nación (1988-1989) estos tres cargos durante la presidencia de Raúl Alfonsín (1983-1989), diputado nacional por la Ciudad de Buenos Aires (1991-1995) y Secretario de Gobierno de la Ciudad de Buenos Aires durante la gestión de Fernando de la Rúa (1996-1998). Presidió el Consejo de la Magistratura de la Ciudad de Buenos Aires desde el 18 de diciembre de 1998 por dos periodos (1998-2000) en representación de la Legislatura de la ciudad.
Fue referente de la Línea Federal (Angelocismo) en la Ciudad de Buenos Aires.
Realizó sus estudios secundarios en el Colegio Nacional de Buenos Aires y se recibió de abogado en la Universidad de Buenos Aires. Gran parte su familia militó en la Unión Cívica Radical y reorganizó a la Juventud Radical en 1957 además entre sus cargos partidarios en 1996 fue elegido vicepresidente primero de la Convención Nacional de la Unión Cívica Radical y el 18 de julio de 2007 fue interventor de la UCR de Río Negro hasta el 25 de abril de 2008.